# Mushroom Kingdom
Mushroom Kingdom, även kallat Svampriket, är hemlandet för Toads, Peach och många andra av Nintendos figurer. Det är det största kungadömet i Mushroom World, världen där de flesta av Nintendos TV-spelsfigurer återfinns. Dess grannländer är Beanbean Kingdom, Dinosaur Land, Dark Land, Isle Delfino, Sarasaland och Mario Land.
Mushroom Kingdom styrs av Princess Peach Toadstool och hennes far, en kung vars namn är okänt. Det finns även ett minister-råd under ledning av Toadsworth, som har i uppgift att hjälpa den kungliga familjen i olika statsangelägenheter.

## Historik
Under Prinsessan Peachs styre har kungadömet fått uppleva både fred och krig. Det föregående beror på prinsessans förmåga att styra landet med godhet och att kungadömets natur blomstrar. Det senare kan skyllas på Kung Bowser, härskaren över grannlandet Dark World, och hans arme The Koopa Troop. Bowser har många gånger kidnappat prinsessan och tvingat hjältarna från det närliggande grannlandet Mario Land, Mario och Luigi, att komma till prinsessans undsättning. Men tack vare prinsessans godhet har kungadömet kunnat upprätthålla en ganska bräcklig och övergående fred/vapenvila med Bowser och hans land när det gäller särskilda sportevenemang, såsom gokart, tennis, baseboll med flera. I sin strävan efter fred är prinsessan aldrig ute efter hämnd mot Bowser.
Kungadömet har många olika landskap, såsom ängar, öar, skogar, berg, snöiga områden, öknar med mera.

## Ekonomi
Mushroom Kingdoms valuta heter coin. Coins är dock av lågt värde i kungadömet då det råder en god ekonomi i landet. Man kan till och med hitta mynt här och där på marken, i lådor eller på andra ställen. Coins finns i olika valörer:
- Guld: Värde 1 Coin.
- Röda: Värde 2 Coin. (I Super Mario 64, om man samlar 8 st. dyker en Super-Stjärna upp).
- Blåa: Värde 5 Coin.
- Lila: Samlarvärde, samlar man 100 st. dyker en Super-Stjärna upp (endast i Super Mario Galaxy 1 och 2)[3].

Det finns även guldtackor som man kan köpa i affärer i spelen (Paper Mario: The Thousand-Year Door och Super Paper Mario). De finns i två varianter, stor och liten.
De stora kräver att man köper 300 föremål och är värda 250 coins, medan de små kräver att man köper 100 föremål och är värda 90 coins (i Paper Mario: The Thousand-Year Door finns de även att köpa hos The Underground Shop för 300 respektive 100 coins, värdet är detsamma).
Kungadömet använder sig av ett banksystem med olika banker där man kan sätta in mynt, stjärnor och föremål.

### Banker
- First Mushroom Bank, kungadömets största bank drivs i statlig regi likt en centralbank (visades i The Super Mario Bros. Super Show! och i The Adventures of Super Mario Bros. 3).
- Star Bank, en bank där man kan växla in stjärnor mot olika föremål (dök upp i Mario Party 6).
- Koopa Bank, en bank driven av Koopa Troopa. De tar ut en insättningsavgift på 5 coin för alla som bara passerar banken, men betalar ut lika mycket som den tagit ut i avgift tidigare åt alla som "landar" på banken (dök upp i Mario Party 2, 3 och 5).
- Mushroom Bank, en bank som drivs av två medelålders Toads där man kan sätta in stjärnor, mynt och föremål (dök upp i Mario Party 1).

## Folkslag
- Människor
- Toads
- Boo
- Goomba
- Koopa Troopa
- Yoshi
- Shy Guy
- Bob-omb

## Större städer
- Toad Town, huvudstaden i kungadömet belägen nedanför prinsessan Peachs slott (har dykt upp i flera Mario-spel).
- Goomba Village, en liten stad med Goombainvånare (dök upp i Paper Mario).
- Koopa Village, hemstad åt Koopas (dök upp i Paper Mario).
- Yoshi's Village, en stad bebodd av Yoshis (dök upp i Paper Mario).
- Mushroom City, kungadömets största stad (dök upp i Mario Kart: Double Dash!!)

## Super-Stjärnor
Kungadömet använder sig av krafterna från Super-Stjärnor för att hålla balansen, harmonin och freden stabil i landet. En Super-Stjärna är en slags levande stjärna med ögon, vars kraft ger bäraren oövervinnerlig styrka en kortare period. Bowser har vid olika tillfällen försökt stjäla dessa stjärnor för att använda i sina egna, mörka syften. I Super Mario 64 stal han till exempel alla Super-Stjärnor som fanns i Peachs slott, förtrollade sedan alla tavlor i slottet så de blev riktiga världar och gömde stjärnorna i dem. Han tvingade därigenom Mario att samla ihop dem och slåss mot hans trupper och till slut möta honom i en avgörande duell om den sista Super-Stjärnan.